# Rohaciv (Bronnîkî), Rivne
Rohaciv (în ucraineană Рогачів) este un sat în comuna Bronnîkî din raionul Rivne, regiunea Rivne, Ucraina.

## Demografie
Componența lingvistică a localității Rohaciv
     Ucraineană (98,49%)
     Rusă (1,51%)
Conform recensământului din 2001, majoritatea populației localității Rohaciv era vorbitoare de ucraineană (98,49%), existând în minoritate și vorbitori de rusă (1,51%).